# Jiří Malík
Jiří Malík (* 26. dubna 1961) je bývalý fotbalista, obránce.

## Fotbalová kariéra
Odchovanec Litovle, do ligového týmu SK Sigma Olomouc se dostal z I. A třídy. V lize odehrál 119 utkání. V Poháru UEFA nastoupil v roce 1986 proti IFK Göteborg.

## Prvoligová bilance
| Ročník                                   | Zápasy | Góly | Minuty | Klub             |
| ---------------------------------------- | ------ | ---- | ------ | ---------------- |
| 1. československá fotbalová liga 1982/83 | 6      | 0    | –      | SK Sigma Olomouc |
| Česká národní fotbalová liga 1983/84     | 11     | 0    | –      | SK Sigma Olomouc |
| 1. československá fotbalová liga 1984/85 | 7      | 0    | -      | SK Sigma Olomouc |
| 1. československá fotbalová liga 1985/86 | 29     | 0    | -      | SK Sigma Olomouc |
| 1. československá fotbalová liga 1986/87 | 22     | 0    | -      | SK Sigma Olomouc |
| 1. československá fotbalová liga 1987/88 | 24     | 0    | -      | SK Sigma Olomouc |
| 1. československá fotbalová liga 1988/89 | 21     | 0    | -      | SK Sigma Olomouc |
| 1. československá fotbalová liga 1989/90 | 1      | 0    | -      | SK Sigma Olomouc |
| 1. československá fotbalová liga 1990/91 | 9      | 0    | -      | SK Sigma Olomouc |
| Českomoravská fotbalová liga 1991/92     | 9      | 0    | -      | FC Gera Drnovice |
| CELKEM Fotbalová liga Československa     | 119    | 0    | –      |                  |